# Hegesipo de Jerusalén
San Hegesipo de Jerusalén (m. Jerusalén, ca. 180) fue un escritor del siglo II, perteneciente al período antiherético del cristianismo primitivo.

## Biografía
Nació en Oriente, de familia muy probablemente judía y convertido al cristianismo. Emprendió un viaje que le llevó a Corinto y a Roma. En esta última ciudad vivió 20 años, durante el pontificado de Aniceto (154-165)  y permaneció allí hasta el tiempo del papa Eleuterio (174-189).
El motivo de su viaje fue la difusión alarmante de la herejía gnóstica. Su intención era recoger información sobre la verdadera doctrina de algunas de las iglesias más principales y, sobre todo, escuchar la doctrina de Roma. Respecto a la visita que Hegesipo realiza a Corinto, Eusebio de Cesarea comenta, en su Historia eclesiástica que:

Y la iglesia de los corintios permaneció en la verdadera doctrina hasta que Primo fue obispo de Corinto. Cuando yo navegaba hacia Roma, conviví con los corintios y con ellos pasé bastantes días, durante los cuales me reconforté con su recta doctrina. Y llegado a Roma, hice un viaje hasta Aniceto, cuyo diácono era Eleuterio. En cada etapa del recorrido y en cada ciudad las cosas están tal como las predican la Ley, los Profetas y el Señor»
Eusebio de Cesarea, Historia eclesiástica 

Además, hizo notar con gran satisfacción que todas las herejías provenían de individuos, pero que ninguna de las Iglesias ni sedes episcopales habían caído en el error.  
A su regreso al Oriente publicó un relato de su viaje en sus «memorias», que comprendía cinco libros. Hypomnémta lo tituló y estaban destinadas a referir «la tradición sin error de la predicación apostólica en evidente polémica contra el gnosticismo. Sus escritos sólo nos han llegado de manera fragmentaria (se conservan unos cuantos capítulos de los cinco libros de la Historia de la Iglesia que escribió y que comprendían desde la Pasión de Cristo hasta la época del autor), lo que resulta lamentable, porque en ellos se atestigua el carácter polémico de esta obra con las siguientes palabras: «Y, sin embargo, en los tiempos de que hablamos, la verdad sacó de nuevo al medio numerosos defensores suyos, que no solamente lucharon contra las impías herejías con argumentos no escritos, sino también con demostraciones escritas. Entre éstos destacaba Hegesipo… algunos hechos de los tiempos de los apóstoles. Efectivamente, en cinco libros comentó la tradición limpia de error en la predicación apostólica, con un estilo sencillísimo» .
La mayoría de los fragmentos conservados se refieren a los primeros tiempos de la iglesia de Jerusalén, especialmente a la Iglesia primitiva. Tratan por ejemplo de la leyenda sobre la muerte de Santiago el hermano del Señor, de Simeón, segundo obispo de aquella ciudad, y de los parientes de Jesús . Hegesipo afirma que varios grupos gnósticos tuvieron su origen en sectas judías.
En el año 177 volvió a Jerusalén donde murió ya anciano. Dentro de la Iglesia católica es considerado como el Padre de la Historia de la Iglesia ya que publicó la primera lista de obispos romanos, desde Simón Pedro hasta Aniceto.
En el Martirologio romano, se celebra su memoria el 7 de abril.